# Indrani

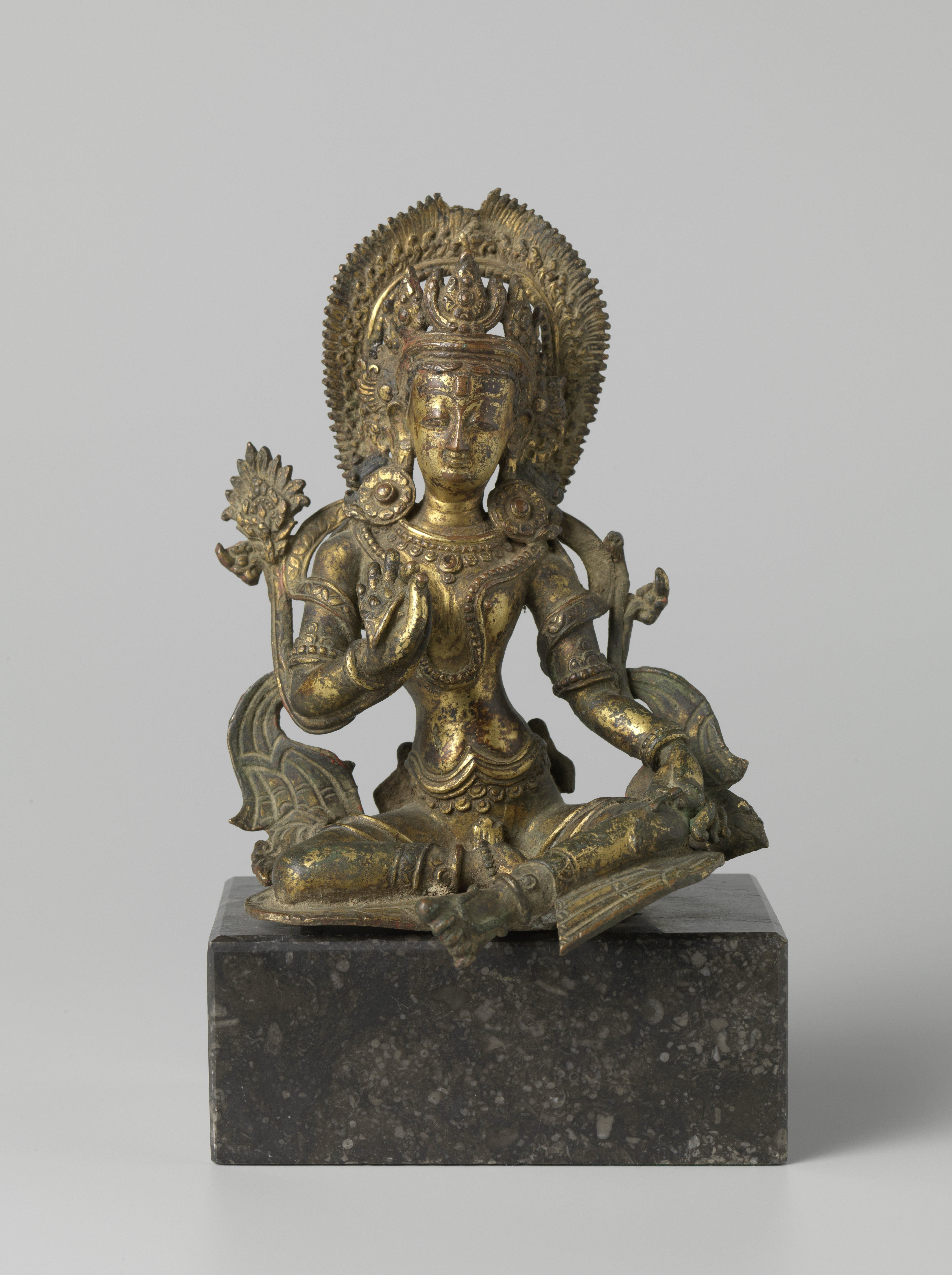
Indrani, scultura nepalese, ca. 1500 d.C.

Indrani (sanscrito: इन्द्राणी, IAST: Indrāṇī), nota anche come Shachi (sanscrito: शची, IAST: Śacī), è la consorte del dio Indra e la regina degli dèi nel pantheon vedico e induista. Conosciuta come la più bella, pura e gentile tra le dee, è anche la sovrana del pianeta Venere, e presiede alla bellezza e al matrimonio. È descritta come figlia dell'asura Puloman.
È una dea importante nello shaktismo, una delle principali sette dell'induismo. Indrani (o Aindri) è una delle Sapta Matrika, le sette madri divine. È adorata nell'India meridionale come divinità indipendente ed è più spesso adorata con Indra in tutta l'India. Indrani è presente anche nel giainismo e nel buddismo, ed è menzionata nei loro testi.

## Mitologia
Il mito principale su Indrani è quello che riguarda Nahusha. Secondo il Mahabharata, Indra commise un sacrilegio uccidendo il serpente cosmico Vritra, e di conseguenza si nascose da tutti per il rimorso. Durante questo periodo, i Deva nominarono Nahusha, un potente sovrano mortale della dinastia lunare, come re del cielo. Ben presto Nahusha divenne orgoglioso del suo potere e desiderò Shachi, ma lei rifiutò le sue avances e cercò protezione sotto Brihaspati, il precettore di Indra. Irritati dal comportamento di Nahusha, i Deva assicurarono a Shachi di riportare indietro Indra, e Shachi disse quindi a Nahusha che prima di accettarlo avrebbe dovuto aspettare fino a quando Indra non fosse stato trovato; Nahusha acconsentì. Aiutata dalla dea Upashruti, Shachi localizzò infine Indra sulle rive del lago Manasarovar, in Tibet. Sebbene Indra fosse stato trovato e redento dal suo peccato, si rifiutò di tornare, poiché Nahusha era in quel momento il legittimo re dello Svarga. Indra suggerì allora a Shachi di elaborare un piano per rimuovere Nahusha dalla sua posizione. La dea tornò da Nahusha e gli chiese di venire da lei su di una portantina guidata dai saggi. Nahusha così fece, ma a causa della sua impazienza e arroganza, diede un calcio al saggio Agastya mentre portava la portantina. Agastya, infuriato, maledisse Nahusha e lo trasformò in un serpente. Indra fu così restaurato come re dei cieli e si riunì con Shachi.